# Relações entre Angola e Cabo Verde
As relações Angola-Cabo Verde, referem-se as relações bilaterais de ambas nações.     Os dois países são membros da União Africana, Comunidade dos Países de Língua Portuguesa, Grupo dos 77 e das Nações Unidas.

## História
Como parte do Império Português, Angola e Cabo Verde uniram-se durante quatrocentos anos. Em 1914, chegaram em Angola os primeiros imigrantes cabo-verdianos registados. Na década de 1940, Cabo Verde sofreu uma seca e fome devastadoras, que mataram quase metade da população da colônia. Devido a estas condições, ocorreu a primeira onda de emigração para Angola.
Cabo Verde tornou-se independente de Portugal em julho de 1975. Quatro meses depois, em novembro de 1975, Angola também conquistou a independência. Logo depois, os dois países estabeleceram relações diplomáticas.
Pouco depois de Angola se tornar independente, o país acabou entrando em uma guerra civil. No âmbito da guerra da fronteira sul-africana, após a África do Sul invadir Angola, Cabo Verde estabeleceu um corredor aéreo para permitir as tropas cubanas da Ilha do Sal a Luanda em nome da solidariedade com Angola.
Ambos os países trabalham em estreita colaboração com a comunidade dos países de língua portuguesa. Líderes dos dois países trocaram visitas muitas vezes. Em junho de 2021, o presidente angolano, João Lourenço, fez uma visita oficial a Cabo Verde.

## Acordos bilaterais
Os dois países assinaram uma série de acordos bilaterais, como o Tratado de Extradição (2010); Acordo de Cooperação em Defesa (2013); Acordo de Isenção de Visto para Passaportes Comuns de Cidadãos de Ambos Países (2018); Acordo para Evitar a Dupla Tributação (2019); Acordo de Turismo (2019); e Acordo de Promoção e Proteção Mútua de Investimento (2020).

## Transporte
Existe voos diretos entre as duas nações com a Cabo Verde Airlines e TAAG Angola Airlines.

## Missões diplomáticas residentes
- Angola tem uma embaixada em Praia.[9]
- Cabo Verde tem embaixada em Luanda e consulado em Benguela.[10]